# 林德政
林德政（1945年10月4日—），中華民國政治人物，生于浙江省，1949年移居臺灣，曾就读於政治作戰學校，毕业后加入中華民國國軍，官至憲兵指揮部上校主任。1987年至1992年由中華民國國防部官派出任連江縣縣長，离开馬祖後，回到臺灣本岛担任陸軍軍官學校政戰部主任、海岸巡防司令部與軍管區司令部副主任，取得少將軍銜。1997年8月退休並移居美國洛杉矶。